# 竹東鎮

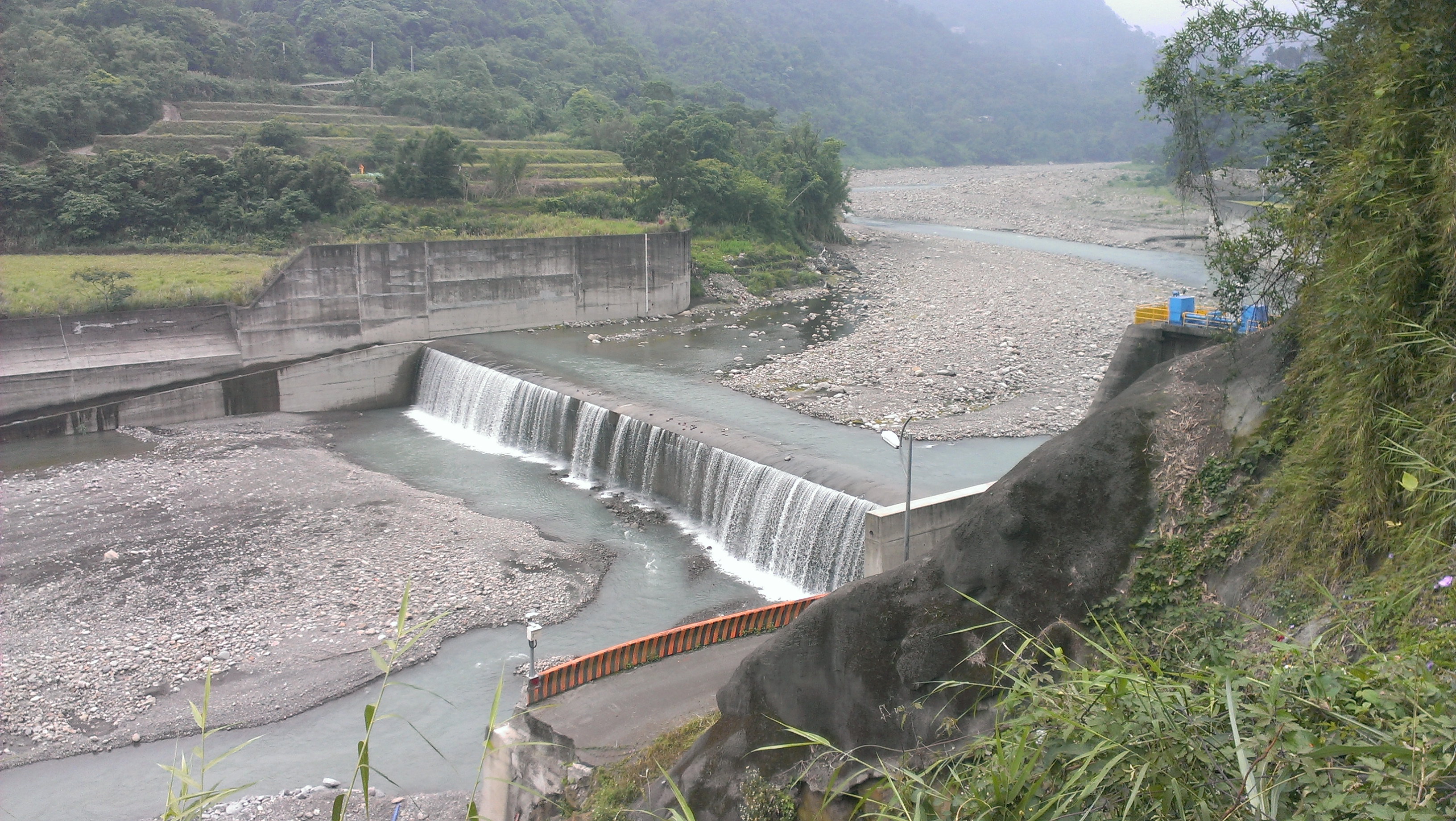
竹東圳取水口付近の上坪堰。上坪渓の対岸は横山郷

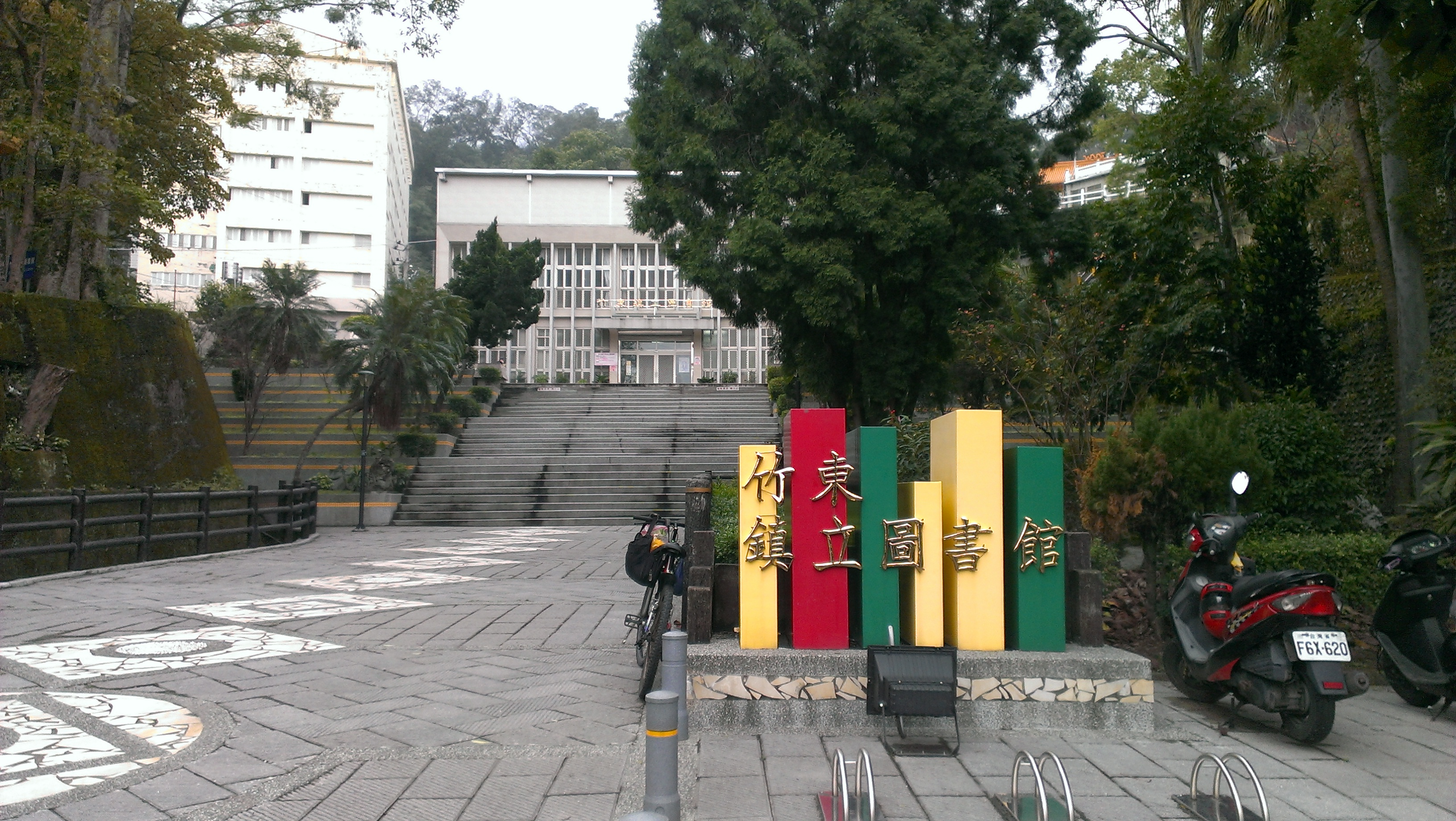
竹東鎮立図書館

竹東鎮（ジュードン/ちくとう-ちん）は、台湾新竹県の鎮。

## 歴史
竹東の古名は「橡棋林」という。これは原住民が初めてこの地に至った際、橡棋樹が多い茂っていたのを目にしたことから命名された。また橡棋を別名「樹杞」と称することから「樹杞林」とも称される。
漢人が入植する以前、この地は原住民が狩猟遊耕を行っていた。当時は有力な「紅面番」が地域の中心となっていたと言われているが、民族的に恐らく賽夏族人によって構成されていたと推測されている。この生活も乾隆年間中期になると変化を迎えることとなる。1796年、恵州人が上、下七份及び麻園肚一帯に入植し村落を形成するようになった。その5年後、饒平人林欽堂は重埔、員山一帯の開拓に乗り出し，40余人が入植した。1776年にはこの地は広く開発が進み田地は77甲を数えるようになった。1806年、彭乾和と金恵成により大規模な開拓が計画され、道光年間には一般に閩客合資の十四股が成立、次第に東部の大窩浪（現在の瑞峰里）に広がり、銃櫃，募丁把守を設置、公館を上公館（現在の上館里）に設置し1,000余甲の規模となった。
竹東鎮が開発された初期、行政区は淡水庁の管轄に属し、竹塹堡東南廂と称された。1875年、淡水と新竹が分割されると、新竹県に帰属し，竹北一堡樹杞林荘と称された。1890年に新竹と苗栗が分割された際には更に竹塹堡樹杞林荘と称されるようになった。
下関条約により1895年に日本による台湾統治が開始されると竹東地区は台北県新竹支庁に帰属したが、その2年後新竹県が復活すると、樹杞林弁務署樹杞林街と改称された。1989年、新竹県が廃止され代わりに新竹弁務署が設置されると、樹杞林署樹杞林区と改称された。1920年の地方制度改革では、新竹東方を竹東と改称し竹東郡（新竹州）竹東街と改編された。
戦後、竹東地区は当初新竹市竹東区に区分された。1950年の地方行政改革で竹東地区は新竹県に帰属し鎮として改編され現在に至っている。

## 行政区
| 地区   | 里 |
| ------ | --- |
| 外五里 | 二重里、柯湖里、頭重里、三重里、員山里                                                                 |
| 竹東   | 大郷里、中正里、竹東里、東華里、商華里、栄楽里、中山里、仁愛里、忠孝里、南華里、栄華里、鶏林里、五豊里 |
| 上舘   | 上舘里、東寧里                                                                                         |
| 内四里 | 上坪里、軟橋里、員崠里、瑞峰里                                                                         |
| 陸豊   | 陸豊里                                                                                                 |

## 歴代鎮長
| 代 | 氏名 | 任期 |
| -- | ---- | ---- |

## 教育

### 高級中学
- 国立竹東高級中学
- 私立東泰高級中学

### 国民中学
- 新竹県立竹東国民中学
- 新竹県立二重国民中学
- 新竹県立自強国民中学
- 新竹県立員東国民中学

### 国民小学
新竹県立二重囯民小学

## 交通

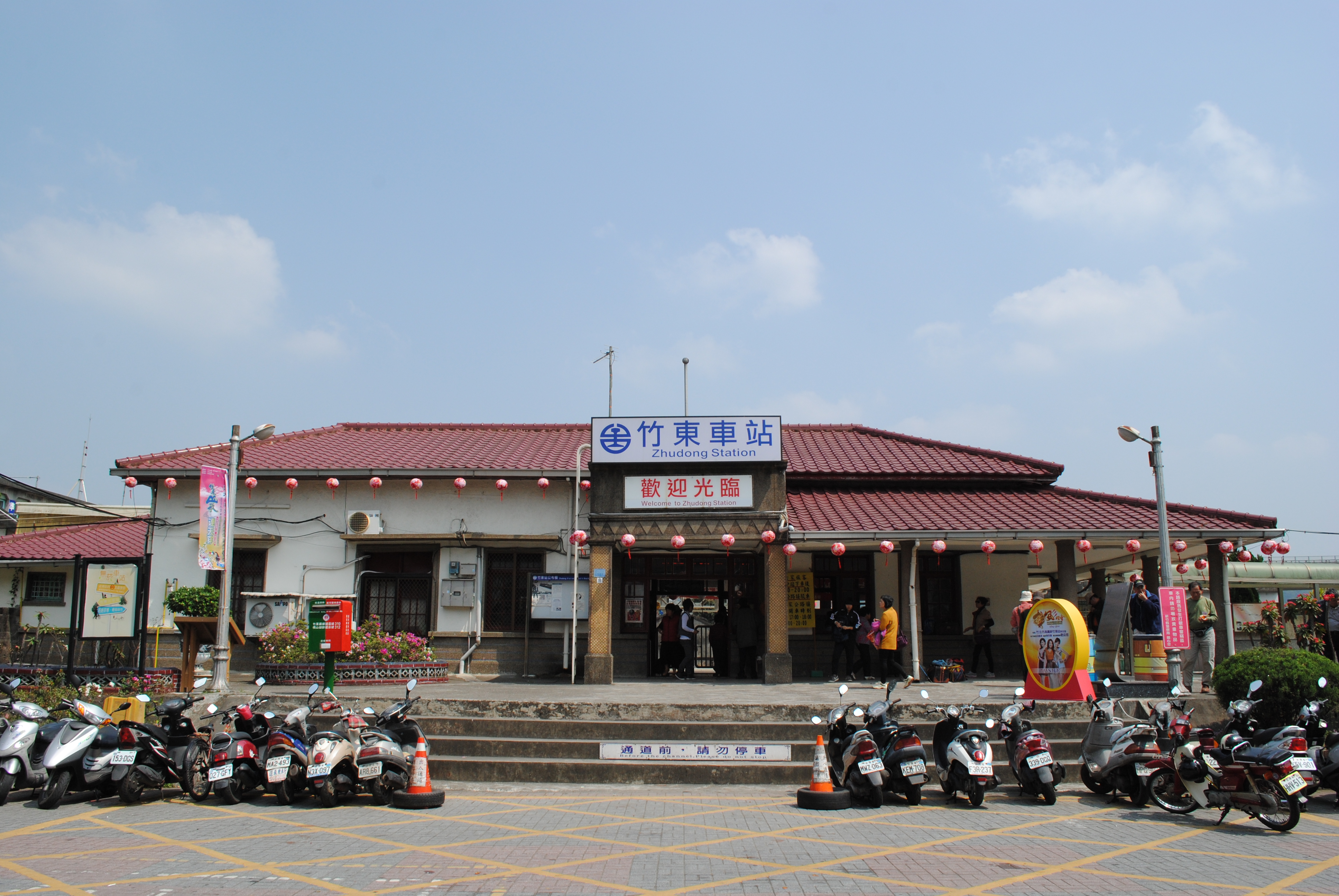
竹東駅

| 種別     | 路線名称           | その他                      |
| -------- | ------------------ | --------------------------- |
| 鉄道     | 内湾線             | 竹中駅 上員駅 栄華駅 竹東駅 |
| 高速道路 | フォルモサ高速道路 | 竹東IC                      |
| 省道     | 台3線              |                             |
| 省道     | 台68線             | 東西向快速公路 南寮竹東線   |

## 観光

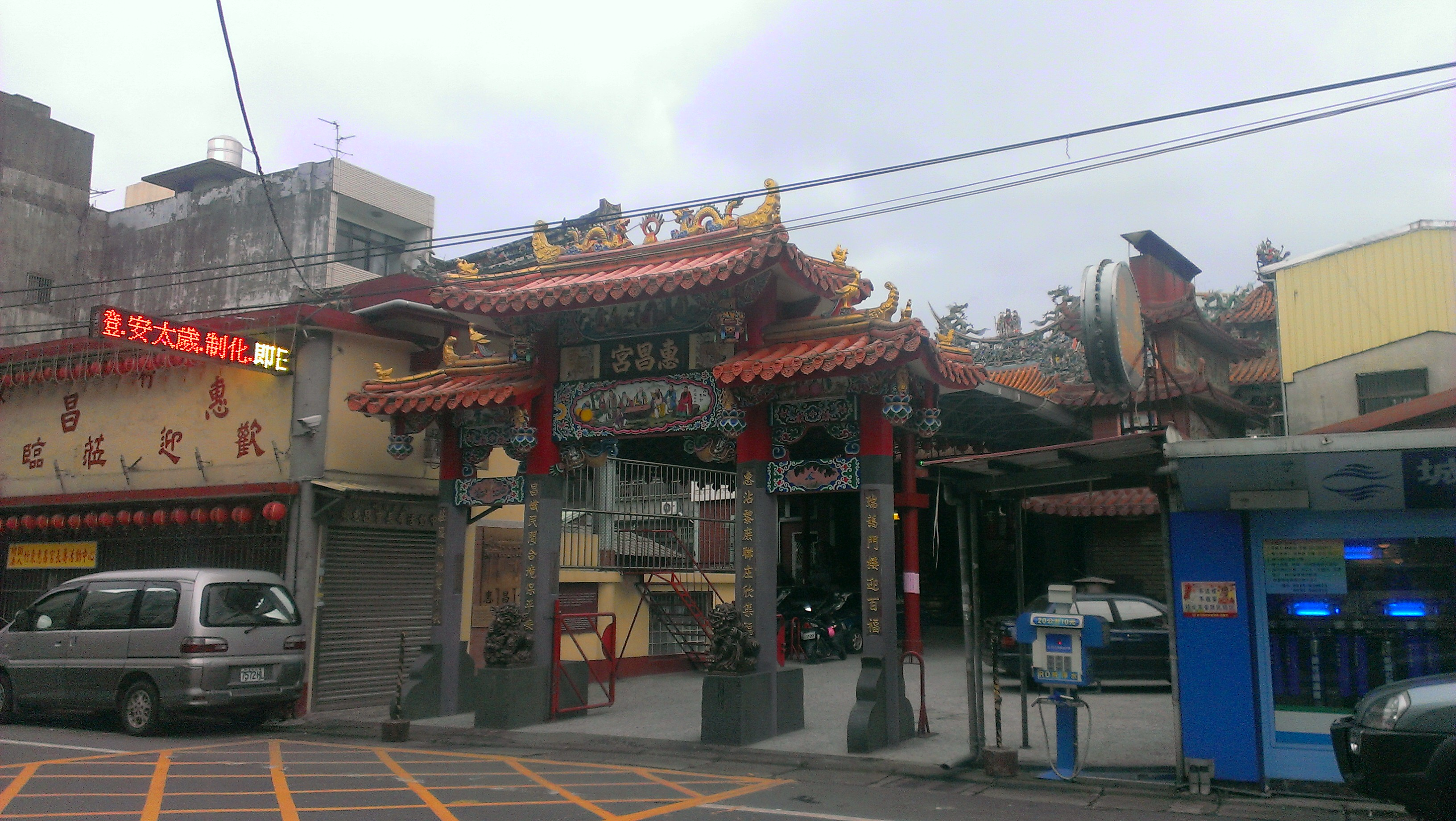
竹東恵昌宮

- 竹東森林公園（中国語版）
- 竹東林業展示館（中国語版）
- 竹東圳（中国語版）
- 樹杞林文化館（中国語版）
- 竹東恵昌宮（中国語版）
- 武功堂